# ナトリウム
ナトリウム（独: Natrium [ˈnaːtriʊm]、羅: Natrium）は、原子番号11の元素、およびその単体金属のことである。ソジウム（ソディウム、英: sodium [ˈsoʊdiəm]）、ソーダ（曹達）ともいう。元素記号Na。原子量22.99。アルカリ金属元素、典型元素のひとつ。

## 名称
ナトリウムという名称は、天然炭酸ソーダを意味するギリシャ語の νίτρον、あるいはラテン語の natron（ナトロン）に由来するといわれている。
ドイツ語では Natrium、英語では sodium と呼ばれる。いずれも近代にラテン語として造語された単語である（現代ラテン語では natrium が使われる）。日本ではドイツ語から輸入され、ナトリウムという名称が定着した。元素記号はドイツ語からNaになった一方、IUPAC名は英語から sodium とされている。
日本では、医薬学や栄養学などの分野でソジウム（ソディウム、英: sodium [ˈsoʊdiəm]）ともいう。工業分野では（特に化合物中において）ソーダ（曹達）と呼ばれている。

## 歴史
1807年、ハンフリー・デービーが水酸化ナトリウム（苛性ソーダ）を電気分解することにより発見した。

## 危険性
毒物および劇物取締法により劇物に指定されている。
消防法第2条第7項及び別表第一第3類1号により第3類危険物に指定されている。
鉛ビスマス合金ほどではないにせよ溶解、あるいはナトリウム中の不純物により金属容器を腐食することがあるので、冷却材として用いる際はこれら化学的な腐食による漏出に注意する必要が有る。

## 単体

### 性質
常温、常圧での結晶構造は、BCC構造（体心立方構造）。融点は98 °Cで、沸点は883 °C。比重は0.97で、わずかに水より軽い。
非常に反応性の高い金属で、酸、塩基に侵され、水と激しく反応し、水酸化ナトリウムとなり水素も放出するため、空気中の酸素と水素が混ざり合った後に反応熱によって点火されると、爆発することもある。水と反応すると下記に示される化学反応過程を経て水酸化ナトリウムになるため、素手で触ると、手の表面にある水分と化合し、水酸化ナトリウムとなって皮膚を侵す。さらに空気中で容易に酸化されるため、天然には金属ナトリウム単体は存在しない。保存する際は灯油に浸ける。後述の化学反応に示すように、アルコールなどのプロトン溶媒とも反応するがエーテルや灯油とは反応しないため、灯油などを保存液体として使用する。イオン化する時は一価の陽イオンになりやすい。炎色反応で黄色を呈する。
200 GPa（約200万気圧）の高圧下では、結晶構造が変化し、金属光沢を失い透明になる。

### 生産
水酸化物や塩化物を融解塩電解することによって単体を得られる。カストナー法（原料NaOH）、ダウンズ法（原料NaCl）が知られる。海外ではフランスのMAAS社とアメリカのDuPont社がダウンズ法で生産している。日本の輸入量は2007年で3055トンであった。またカストナー法は工業生産としては使用されていない。

### 用途
熱伝導率がよく、高温でも液体で存在するため、単体としては高速増殖炉の冷却材として用いられる。融点が低いため、エンジンの排気バルブのステムを中空にして部分的にナトリウムを封入し、バルブ動作に伴う溶融ナトリウムの運動によりバルブヘッドを冷却する用途にも使われる。そのほかに、負極にナトリウム、正極に硫黄を使ったNaS電池がある。これは大型の非常用電源や、風力発電のエネルギー貯蔵に利用される。トンネルの中などに使われている発光（ナトリウムのD線、D1：589.6 nmとD2：589.0 nm）はナトリウムランプである。二本に分裂するのは3p軌道のスピン軌道相互作用によるものである。
生体にとっては重要な電解質のひとつであり、ヒトではその大部分が細胞外液に分布している。神経細胞や心筋細胞などの電気的興奮性細胞の興奮には、細胞内外のナトリウムイオン濃度差が不可欠である。細胞外濃度は135–145 mol/m3程度に保たれており、細胞外液の陽イオンの大半を占める。そのため、ナトリウムイオンの過剰摂取は濃度維持のための水分貯留により、高血圧の大きな原因となる。

### おもな化学反応
- 水と反応して水素を発生させながら水酸化ナトリウム（NaOH）になる。

{\displaystyle {\ce {2Na + 2H2O -> 2NaOH + H2}}}
- 空気中での反応性は高く、乾いた空気中でも速やかに酸化され、金属光沢を失う。

{\displaystyle {\ce {4Na + O2 -> 2Na2O}}}
- さらに放置すると、空気中の二酸化炭素と反応して、最終的に炭酸ナトリウムになる。

{\displaystyle {\ce {Na2O + CO2 -> Na2CO3}}}
- 単体を水素と熱すると、水素化ナトリウムが生じる。

{\displaystyle {\ce {2Na + H2 -> 2NaH}}}
- 水に固体ナトリウムを投げ込むと、水分子との接触によってナトリウム原子から電子が飛び出し、周囲の水に溶媒和され藍色を呈する[10]。突然に電子を失ったナトリウム陽イオンは、互いに近接しているため、クーロン力の大きな反発を受け爆発的に離散する（クーロン爆発）。陽イオン単位で離散したナトリウムは、水との接触面積が大きいため水との反応が進み、気体の水素が発生する。このときの反応熱によって水素ガスが空気中の酸素と反応して爆発を起こす[10]。
- アルコール、カルボン酸、フェノール類などのヒドロキシ基と反応して、水素を発生させながらアルコキシドなどを与える。

{\displaystyle {\ce {2Na + 2ROH -> 2RONa + H2}}}（アルコール：R=アルキル基、フェノール類：R=芳香族置換基）
{\displaystyle {\ce {2Na + 2RCOOH -> 2RCOONa + H2}}}
- ナトリウムは液体アンモニア中で電子1個を放出し陽イオンとなり、電子は溶媒であるアンモニアに囲われた溶媒和電子となる。バーチ還元はこの溶媒和電子によって起こる。
- ハロゲンの単体と結合（反応）して、塩になる。

{\displaystyle {\ce {2Na + Cl2 -> 2NaCl}}}
- 非常に酸化されやすいため、還元剤としてはたらく。例えば、トリウム、ジルコニウム、タンタル、チタンなどの多くの希有な金属を最も簡単に採取する方法は、ナトリウムを用いる還元法である。チタンは塩化チタンを金属ナトリウムで還元して得られる。

{\displaystyle {\ce {4Na + TiCl4 -> 4NaCl + Ti}}}

## 化合物
記事カテゴリ Category:ナトリウムの化合物 も参照。

### オキソ酸の塩
- 炭酸水素ナトリウム（重曹、NaHCO3）
- 炭酸ナトリウム（炭酸ソーダ、Na2CO3）
- 過炭酸ナトリウム（2Na2CO3･3H2O2）
- 亜二チオン酸ナトリウム（亜ジチオン酸ナトリウム、ナトリウムハイドロサルファイト、Na2S2O4）
- 亜硫酸ナトリウム（Na2SO3）
- 亜硫酸水素ナトリウム（NaHSO3）
- 硫酸ナトリウム（芒硝、Na2SO4）
- チオ硫酸ナトリウム（ハイポ、Na2S2O3）
- 亜硝酸ナトリウム（NaNO2）
- 硝酸ナトリウム（NaNO3）
- 次亜塩素酸ナトリウム(NaClO)

### ハロゲン化物
- フッ化ナトリウム（NaF）
- 塩化ナトリウム（食塩、NaCl）
- 臭化ナトリウム（NaBr）
- ヨウ化ナトリウム（NaI）

### 酸化物・水酸化物
- 酸化ナトリウム（Na2O）
- 過酸化ナトリウム（Na2O2）
- 水酸化ナトリウム（苛性ソーダ、NaOH）

### その他の無機塩
- 水素化ナトリウム（NaH）
- 硫化ナトリウム（Na2S）
- 硫化水素ナトリウム（水硫化ナトリウム、NaHS）
- 珪酸ナトリウム（Na2SiO3）
- リン酸三ナトリウム（Na3PO4）
- ホウ酸ナトリウム（Na3BO3）
- 水素化ホウ素ナトリウム（NaBH4）
- シアン化ナトリウム（青酸ナトリウム、NaCN）
- シアン酸ナトリウム（NaOCN）
- テトラクロロ金酸ナトリウム（Na[AuCl4]）

### 有機酸塩
- 酢酸ナトリウム（CH3COONa）
- クエン酸ナトリウム

## 同位体
ナトリウムの同位体は20種類が知られているが、その中で安定同位体は23Naのみである。23Naは、恒星中での炭素燃焼過程において、2つの炭素原子の核融合によって生成される。この反応には、600 MK以上の温度と、少なくとも太陽の3倍以上の質量を持つ恒星が必要となる。その他のナトリウムの同位体は放射性同位体であるが、その中でも比較的半減期の長い22Na（半減期2.6年）および24Na（半減期15時間）の2つは宇宙線による核破砕によって生成され（宇宙線誘導核種）、自然中においては雨水などに痕跡量が存在している。ほかの放射性同位体の半減期はすべて1分未満である。そのほかに2つの核異性体が発見されており、長寿命のものでは半減期が20.2ミリ秒の24mNaがある。臨界事故などによる急性の中性子被曝では、人体の血液中に含まれる安定な23Naの一部が放射性同位体である24Naに変化する。そのため、被曝者の受けた中性子線量は血中における23Naに対する24Naの濃度比を測定することによって計算することができる。